# Corvin (quartier)
Pour les articles homonymes, voir Corvin.
Corvin est un quartier situé à Budapest, dans le 8e arrondissement. Il a été créé en 2012 sur une partie de l'ancien quartier de Középső-Józsefváros.

## Périmètre
Selon l'arrêté du 12 décembre 2012 (94/2012. (XII. 27.), annexe 31) de l'assemblée métropolitaine de Budapest, le périmètre du quartier est le suivant : József körút-Baross utca-Partie Nord de Horváth Mihály tér-Baross utca-Leonardo da Vinci utca-Práter utca-Szigony utca-Üllői út.